# 頂茄萣
頂茄萣，是臺灣高雄市茄萣區、湖內區交界地帶的一個傳統地域名稱，也是茄萣區行政中心所在地，位於茄萣區中北部及湖內區西部。相較於今日行政區，其範圍大致包括茄萣區的嘉賜里、嘉安里、嘉樂里、嘉泰里、嘉福里、嘉定里、和協里、保定里、大定里、光定里、吉定里不含西南部、崎漏里北部向東北凸出部分，以及湖內區的中賢里西南半部、逸賢里西南部。
本地區境內主要聚落為頂茄萣、下茄萣、新庄仔。

## 歷史
台灣日治初期，頂茄萣地區為一街庄，稱為「頂茄萣庄」（舊制街庄），隸屬於文賢里。該庄昔日北及東北與圍仔內庄為鄰，東南與海埔庄為鄰，南邊為崎漏庄，西邊臨台灣海峽。
1901年（日治明治三十四年）11月11日，全台廢縣廳改設二十廳，該庄隸屬於鳳山廳。1904年（明治三十七年）5月3日，該庄編入「圍仔內區」，隸屬於鳳山廳。1909年（明治四十二年）10月25日，全台合併二十廳為十二廳，圍仔內區改隸屬於臺南廳。1920年（大正九年）10月1日，全台地方制度大改正，廢十二廳改設五州二廳，該庄改制為「頂茄萣」大字，隸屬於高雄州岡山郡湖內庄（新制街庄）。
戰後湖內庄改制為湖內鄉，隸屬於高雄縣，大字亦改制為村。1950年（民國39年）3月10日，湖內鄉一分為二，本地區拆分至湖內鄉、茄萣鄉。同年10月1日，高、屏分治，湖內鄉、茄萣鄉仍隸屬於高雄縣。2010年（民國99年）12月25日，高雄縣、市合併為直轄高雄市，湖內鄉、茄萣鄉改制為湖內區、茄萣區，村亦改制為里。

## 聚落
本地區發展較早的聚落為頂茄萣、下茄萣、新庄仔，在日治初期的官方地圖上已有記載。

## 交通
省道台17線又稱「西部濱海公路」，是甲南至水底寮的幹道，經過本地區西部臨海地帶。由該道路北行可前往臺南市南區、安平區/中西區邊界、中西區、北區、安南區等地；南行可前往湖內區西南部、路竹區西部、永安區東部、彌陀區等地。
區道高3線是白砂崙至崎漏的道路，經過本地區的頂茄萣、下茄萣聚落。
區道高3-1線是草仔寮至茄萣的道路，其南側端點（終點）位於本地區西部偏南、下茄萣聚落的區道南3-1線路口。
區道高4線是圍子內至田尾的道路，經過本地區東北部的新庄仔聚落東郊。

## 信仰中心
- 頂茄萣賜福宮
- 下茄萣金鑾宮

## 學校
- 茄萣國中（大部分）
- 茄萣國小

## 公務機關
- 茄萣區公所（小部分）
- 高雄市茄萣戶政事務所
- 高雄市政府警察局湖內分局茄萣分駐所
- 高雄市政府消防局第五大隊茄萣消防分隊